# Weddellgyre

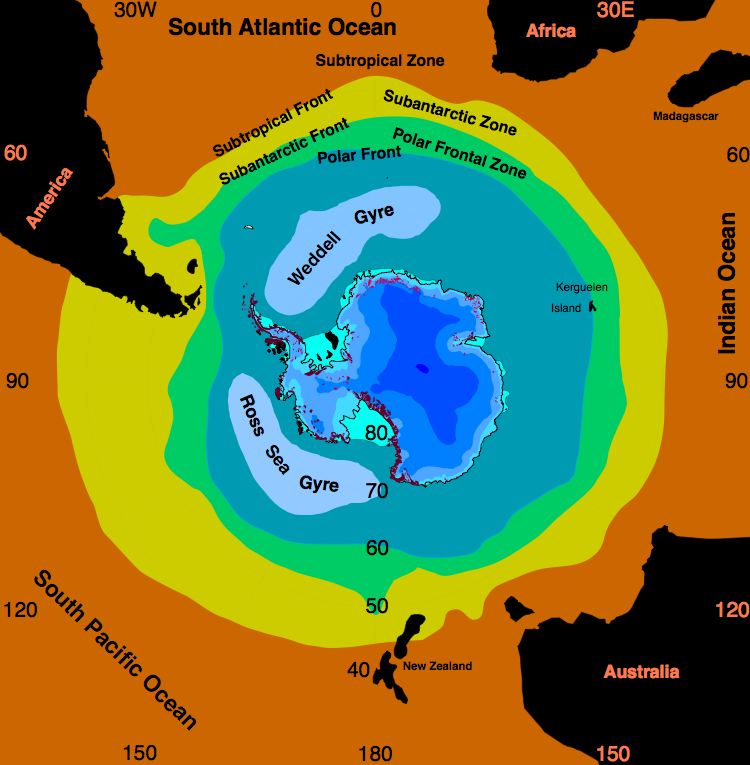
De Weddellgyre, linksboven Antarctica

De Weddellgyre is een van de twee gyres die bestaan in de Zuidelijke Oceaan. De gyre bevindt zich in de Weddellzee en draait met de klok mee. Hij wordt gevormd door interacties tussen de oostwaarts gerichte Antarctische circumpolaire stroom en het Antarctische continentaal plat. In het westen wordt de gyre begrensd door het Antarctisch Schiereiland dat noordoostwaarts onder water voortgezet wordt in de zuidelijke Scotiarug; het oostelijke uiteinde eindigt ongeveer op 30° OL, waar de Antarctische circumpolaire stroom naar het zuiden afbuigt.
De oostwaarts gerichte stroom aan de noordzijde van de gyre bedraagt 61 sverdrup (Sv), terwijl de westwaartse retourstroom in het zuidelijke deel van de gyre ongeveer 66 Sv bedraagt.